# Yoshihide Suga
Yoshihide Suga (japanska: 菅 義偉?, Suga Yoshihide), född 6 december 1948 i Ogachi i nuvarande Yuzawa i Akita prefektur, är en japansk politiker som var Japans premiärminister från september 2020 till oktober 2021.

## Bakgrund och privatliv
Suga är född i Akita prefektur år 1948. Hans familj odlade jordgubbar, och som den äldsta son förväntades Suga att ta över familjeyrket. Han har studerat vid Hosei-universitetet och har sagt att det var ett av dem billigare alternativ för honom. Under sin studietid jobbade han på wellpappfabriken..
Tidigare har Sugas hobby varit karate och han har ett svart bälte. Ännu i dagens läge gör han 100 situps dagligen.

## Politisk karriär
Suga är medlem i Liberaldemokratiska partiet och är den som har innehaft befattningen som chefskabinettssekreterare längst i Japans historia. Han har representerat det andra distriktet av Kanagawa prefektur i Japans underhus sedan 1996 och innehade tidigare befattningen minister för inrikesfrågor och kommunikation från 2006 till 2007.
Via en rad olika ministerposter blev Suga Shinzo Abes högra hand under dennes tid på premiärministerposten. Han har beskrivits som en pragmatiker snarare än en ideolog. I september 2020 offentliggjorde Suga att han kandiderade till att efterträda Abe som ledare för Liberaldemokratiska partiet efter att Abe hade offentliggjort sin avgång på grund av hälsoskäl. Suga ansågs då av många vara den som hade den högsta sannolikheten att uppnå den posten efter att han har fått stöd av en majoritet av de röstberättigade medlemmarna före det formella valet. Den 16 september 2020 röstade Japans parlament fram Yoshihide Suga som landets näste premiärminister, efter den avgående Shinzo Abe. Då han stått Abe nära väntades valet inte innebära någon större kursomläggning för det Liberaldemokratiska partiet eller Japan.
Suga var rekordimpopulär och meddelade i början av september 2021 att han avsåg att avgå som partiordförande och premiärminister efter bara ett år. Orsaken till Sugas impopularitet var bland annat Japans långsamma vaccinering mot coronaviruset. Han förmådde heller inte utnyttja de olympiska spelen i Tokyo 2021 för att lyfta sitt stöd bland japanerna. Den tidigare utrikesministern Fumio Kishida valdes till ny partiordförande och premiärminister.

## Galleri

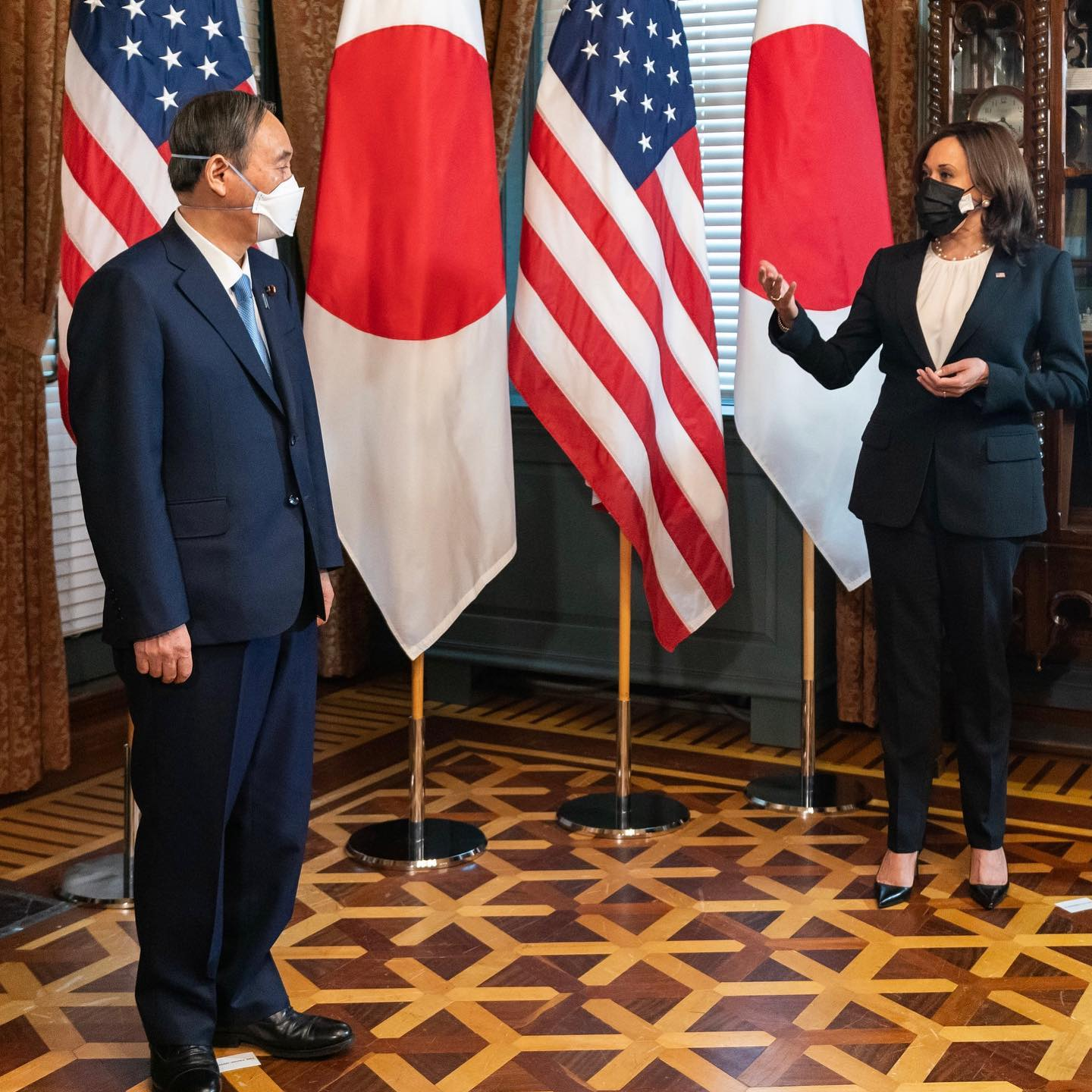
Suga möter USA:s vicepresident Kamala Harris.
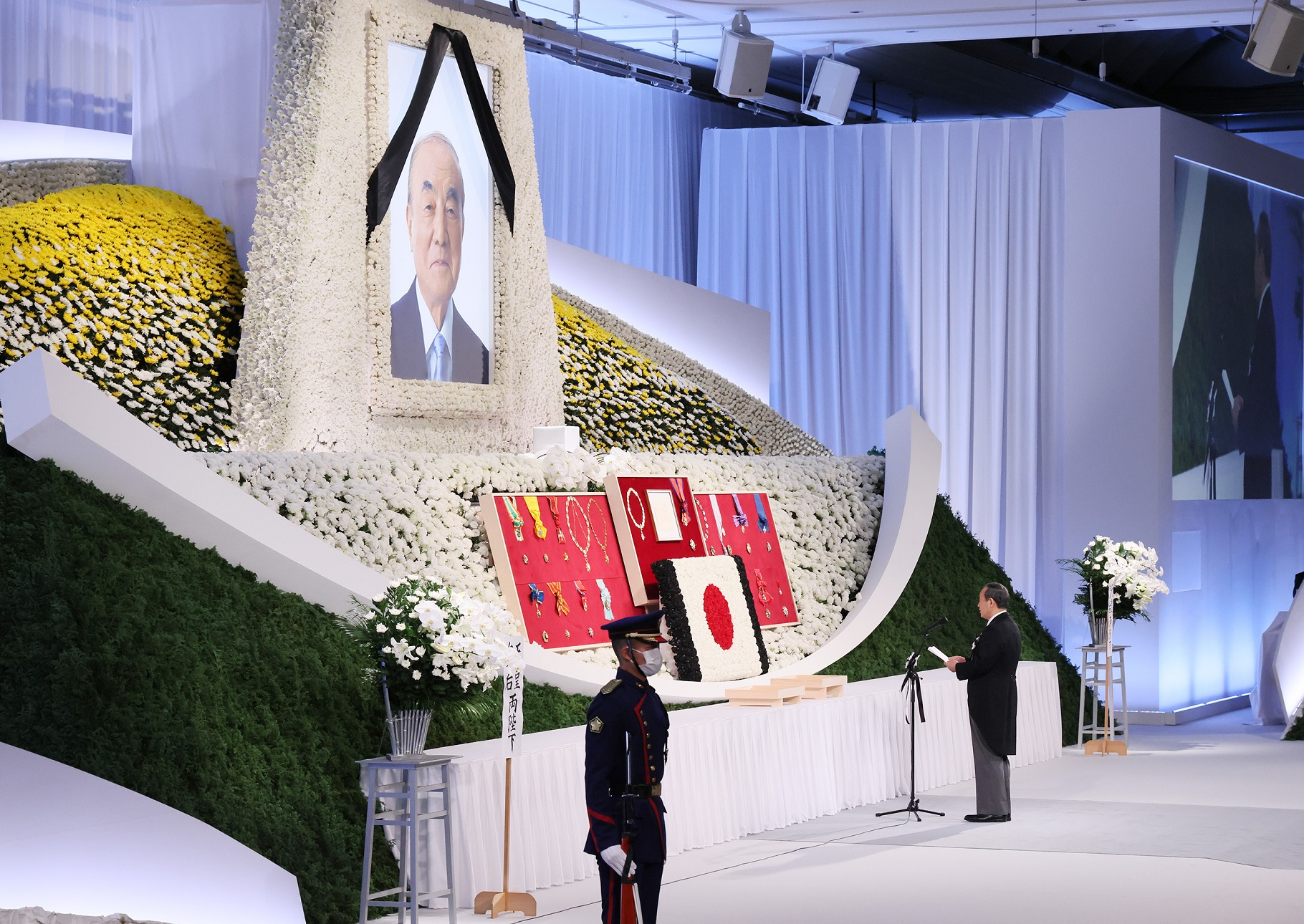
Suga deltar i Yasuhiro Nakasones minneshögtid år 2020
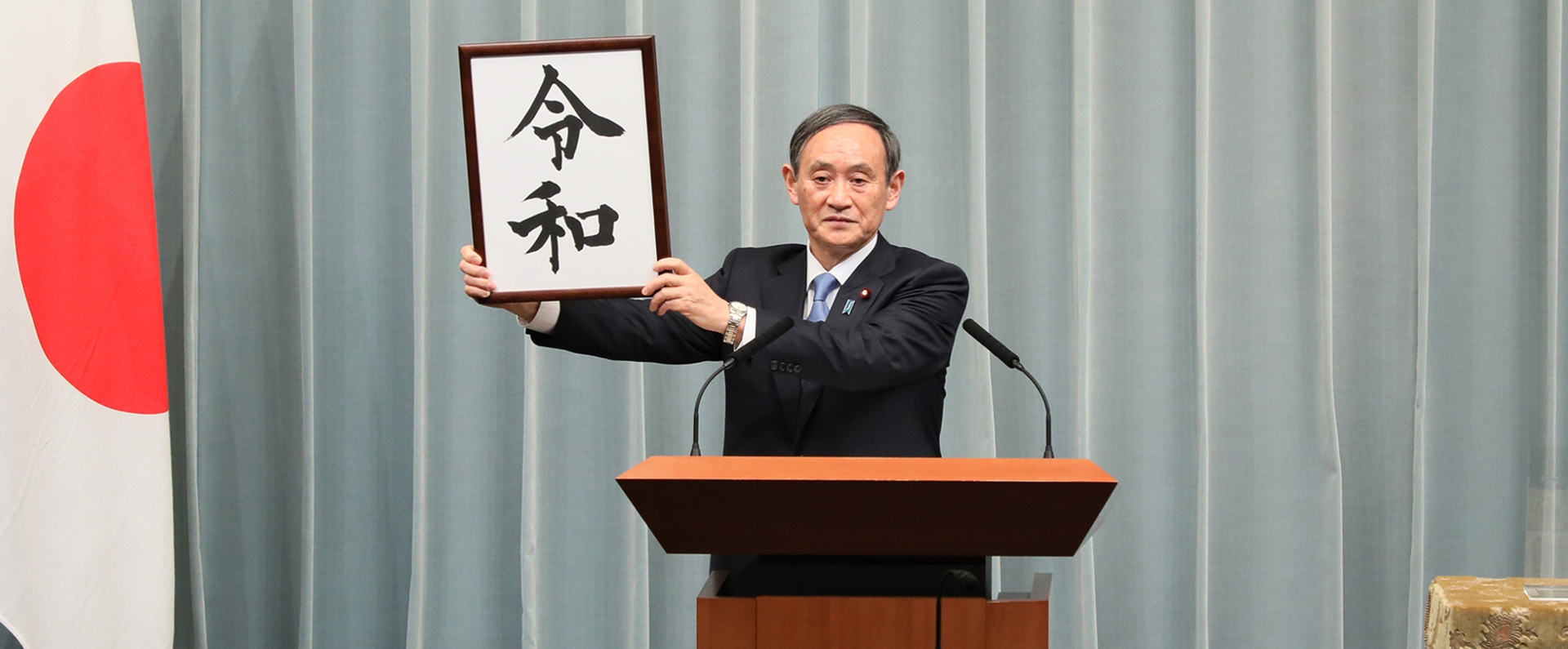
Suga förklarar den nya Reiwaperioden år 2019